# Ekecsont
Az ekecsont (lat. vomer) a mediánszagittális síkban található, az arckoponya páratlan csontjai közé tartozó,  trapéz alakú csont, amely a csontos orrsövény alsó és hátsó részét alkotja.

## Kapcsolatai
1. felül: a rostacsont lamina perpendicularisával képez varratot
2. hátul: szárnya (ala vomeris) közvetítésével az ékcsonttal képez varratot
3. alul: a pars cuneiforme vomeris-szel a felső állcsont szájpadnyúlványán (proc. palatinus maxillae) és a szájpadcsonton (os palatinum) ül (Vomeromaxilláris varrat)

## Más állatokban
A csontos halaknál az ekecsontok lapos, páros csontok, melyek a szájpadlás elülső részét alkotják, közvetlenül a premaxilláris csontok mögött. Az állkapcsukon kívül a szájüreget alkotó minden csonton is lehetnek fogak, igen gyakoriak a szájpadláson és az ekecsonton. Egyes kihalt fajoknál az ekecsonton lévő fogak nagyobbak voltak az elsődlegesektől.
Kétéltűek és hüllők keskenyebb vomerrel rendelkeznek a megnagyobbodott choanák következtében.
Madaraknál különösen kis méretűek, amelyek részt vesznek csőrük felső, hátsó részének alkotásában.
Az emlősök még keskenyebb ekecsonttal rendelkeznek, melyek egyesültek egy függőleges csonttá. A kemény szájpad fejlődése lehetővé tette, hogy az ekecsont afölé, az orrüregbe kerüljön, a szájüregtől elkülönülve.

## Fordítás
- Ez a szócikk részben vagy egészben  a   Vomer című angol Wikipédia-szócikk fordításán alapul.  Az eredeti cikk szerkesztőit annak laptörténete sorolja fel. Ez a jelzés csupán a megfogalmazás eredetét és a szerzői jogokat jelzi, nem szolgál a cikkben szereplő információk forrásmegjelöléseként.